# Don't Tell Me (Madonna)
Don't Tell Me is een lied van Madonna, afkomstig van haar album Music, uit 2000. Het werd in november 2000 op single uitgebracht.

## Achtergrondinformatie
Het lied werd oorspronkelijk geschreven door Joe Henry, de zwager van Madonna (getrouwd met haar zus Melanie). Hij nam het lied op, met de titel Stop, en bracht het in 2001 pas uit op zijn album Scar. Eerder had Melanie al een demo van het nummer naar Madonna opgestuurd, die het samen met Mirwais Ahmadzaï herschreef en opnam.
Don't Tell Me zorgde bij de release van de cd Music voor enige commotie. In het nummer hapert het gitaarspel namelijk enkele keren. Vele fans, die de cd al terugbrachten naar de winkel, wisten niet dat dit zo hoorde.

## Videoclip
De videoclip van Don't Tell Me werd geregisseerd door Jean-Baptiste Mondino, met wie Madonna eerder werkte voor de clips van Open your heart en Justify my love. In de clip loopt Madonna voor een scherm waarop de woestijn te zien is, ze draagt een schotsgeruiten bloes en denim. Later wordt ze vergezeld door vier mannelijke dansers waarmee ze een linedance opvoert, terwijl ze een cowgirl-pak draagt.

## MTV Movie Awards van 2001
Tijdens de MTV Movie Awards van 2001 voerden komiek Jimmy Falon en actrice Kirsten Dunst het lied op. Op een gegeven moment stopte Fallon een handvol zand in zijn broek. Daarna kwamen er dansers op, die pakken droegen uit de filmremake van Planet Of The Apes.